# Надсотник

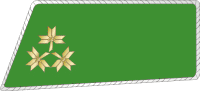
Петлиця хорватського домобранського надсотника

Надсотник (хорв. Nadsatnik) — молодше офіцерське звання Хорватського домобранства (1941—1944) та Хорватських збройних сил (1944—1945) Незалежної Держави Хорватія. Еквівалентом надсотника, як і сотника, у Збройних силах України є капітан.

## Поява та використання звання
Хорватське домобранство використовувало модифіковані знаки розрізнення Королівського хорватського домобранства, складової частини угорського гонведу Збройних сил Австро-Угорщини. У австро-угорському війську було одне капітанське звання (гауптман), на відміну від збройних сил Королівства Югославія, де були звання капітана 1-го і 2-го рангів, що було перенесено до системи звань домобранства. Тож більш влучним еквівалентом надсотника є сучасні звання першого капітана (Італія) чи штабс-гауптмана (Німеччина).
Знаки розрізнення надсотника були у вигляді трьох хорватських трилисників на кожній петлиці, як до речі й у сотника. Трилисники сотника були зі сріблястого металу, а надсотника — з золотистого. Нище за рангом був сотник, а вище — бойник (хорватський еквівалент майора).